# ایافیاتلایوکوتل

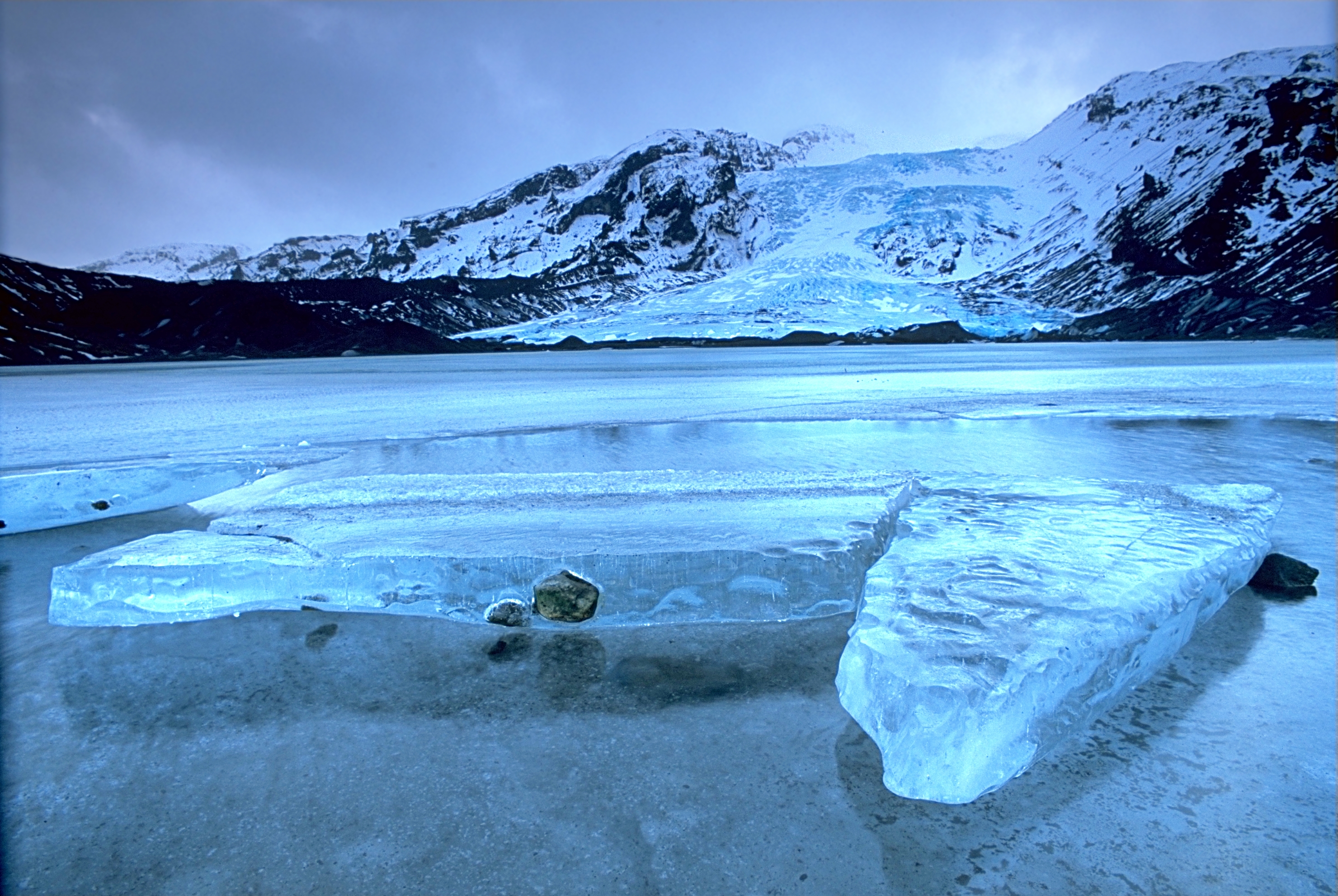
ایافیاتلایوکوتل

ایافیاتلایوکوتل (به ایسلندی: Eyjafjallajökul) نام یکی از یخچال‌های طبیعی ایسلند است. این یخچال در جنوب این کشور قرار دارد.
نام این یخچال از سه بخش eyja و fjalla و jökull تشکیل شده که در ایسلندی «یخ‌پهنه کوهستان‌های جزیره» معنی می‌دهد.
یخ‌پهنهٔ وسیع و گستردهٔ این یخچال، قلهٔ کوه آتشفشانی به‌نام گودناستین را، با ارتفاع ۱۶۶۶ متر را در زیر خود پنهان کرده‌است. پس از پایان واپسین عصر یخبندان زمین در ده هزار سال گذشته، این آتشفشان به‌طور نسبتاً متناوبی فوران کرده‌است، که واپسین فوران‌های آن از سال ۱۸۲۱ تا ۱۸۲۳، و دوباره در سال ۲۰۱۰ روی داده‌اند.
این یخچال منطقه‌ای به وسعت تقریباً ۱۰۰ کیلومتر مربع را می‌پوشاند. این یخچال در گذشته از سوی جنوب به نوار ساحلی اقیانوس اطلس منتهی می‌شد، اما به مرور زمان انتهای یخچال از اقیانوس اطلس فاصله گرفت تا این که منطقه‌ای بسیار زیبا و سرسبز با آبشارهای فراوان در جنوب ایافیاتلایوکوتل به وجود آمد که مشهورترین آبشار آن اسکوگافوس نام دارد.
آتشفشان گودناستین که دارای دهانه‌ای به قطر ۳ تا ۴ کیلومتر است، در سال‌های ۹۲۰، ۱۶۲۰، ۱۸۲۱ تا ۱۸۲۳، و سرانجام در سال ۲۰۱۰ میلادی فوران کرده‌است.

## زمین‌شناسی
گودناستین یک آتشفشان مطبق است. بخش اعظم گدازه‌های اطراف این آتشفشان از جنس بازالت و آندزیت هستند. اغلب فوران‌های تاریخی و مشهور این آتشفشان از نوع انفجاری هستند.

## فوران‌های ۲۰۱۰
در دسامبر سال ۲۰۰۹، فعالیت‌های لرزه‌ای در منطقهٔ آتشفشانی ایافیالایوکوتل آغاز شدند. در مدت کوتاهی هزاران زمین لرزه که اغلب بزرگایی در حدود ۱ تا ۲ درجه در مقیاس ریشتر داشتند، در عمق ۷ تا ۱۰ کیلومتری زیر آتشفشان روی دادند. در ۲۶ فوریه ۲۰۱۰ فعالیت‌های لرزه‌ای نامعمولی که به تدریج شدیدتر می‌شدند توسط موسسهٔ هواشناسی ایسلند ثبت شدند. این شواهد به زمین‌شناسان نشان داد که ماگما در حال جمع شدن در مخزن آتشفشان ایافیالایوکول است. در همین اوضاع و احوال فشار ماگما باعث جابه جایی شدید زمین در یک مزرعه در اطراف آتشفشان شد. فعالیت‌های لرزه‌ای نیز همچنان افزایش می‌یافتند؛ به طوری که تنها در دو روز، از سوم تا پنجم مارس، حدود ۳۰۰۰ زمین لرزه در کانون آتشفشان روی دادند.
در ۲۰ مارس ۲۰۱۰، سرانجام آتشفشان فوران نمود. این فوران در ۸ کیلومتری شرق دهانهٔ اصلی آتشفشان، در مسیر پیاده‌روی محبوبی به نام فیمووردوهالس روی داد. این فوران در زیر یخچال‌های طبیعی روی داد، از این رو شدتش کمتر از آن مقداری بود که اکثر زمین شناسان انتظار وقوع آن را داشتند.
پس از وقفه‌ای کوتاه در فوران ایافیالایوکول، دوباره در ۱۴ آوریل ۲۰۱۰ آتشفشان شروع به فوران کرد. اما این بار آتشفشان از مرتفع‌ترین دهانه اش فوران کرد، در نتیجه بخش بزرگی از یخچال‌های اطراف آتشفشان بر اثر گرما ذوب شده، و موجب سیل آب شیرین نیرومندی گشت که به رودخانه‌ها ریخت و باعث طغیان آن‌ها شد. به خاطر طغیان رودخانه‌ها و سیل ناچار شدند ۸۰۰ نفر را از آن منطقه تخلیه کنند.
برآوردها نشان می‌دهند که این فوران بیست برابر شدیدتر از فوران فیمووردوهالس بود. این فوران مقادیر گسترده‌ای ریزغبار آتشفشانی را وارد هواکره کرد که موجب لغو گستردهٔ پروازهای هواپیمایی در بخش اعظم اروپا از روز ۱۵ آوریل ۲۰۱۰ شد. این خاکسترها موجب آلودگی و تاریکی آسمان انگلستان شدند. این تودهٔ خاکستر در اوج گستردگی خود از راه دریای خزر حتی به ایران نیز رسید و در روز ۱۹ آوریل ۲۰۱۰ چهار استان گیلان، مازندران، تهران، و سمنان را تا حدودی تحت پوشش خود قرار داد،  هر چند که به علت غلظت نه‌چندان زیاد و ناپایداری در آسمان ایران، به‌سرعت توسط بادها و جریان‌های هوا آن‌قدر رقیق شد که در فردای آن روز، یعنی در بیستم آوریل دیگر عملاً قابل آشکارسازی نبود.
فعالیت ایافیاتلایوکوتل تا بیش از یک ماه پس از آغاز دومین فوران، یعنی تا روز بیستم می، ادامه یافت. این آتشفشان در حال حاضر فعالیتی ندارد، اما این به این معنا نیست که آتشفشان ایافیاتلایوکوتل خفته باشد. فوران‌های آتشفشانی و بسیاری از فرایندهای طبیعی دیگر، برخلاف ظاهری که دارند، به هیچ وجه اموری قابل پیش‌بینی نیستند. به همین دلیل دانشمندان معمولاً آتشفشان‌ها را پس از پایان فوران تا مدت‌های مدیدی پایش می‌کنند. کوه ایافیاتلایوکوتل هم از این قاعده مستثنی نیست و تا ماه‌ها زمین شناسان و هواشناسان با دقت آن را زیر نظر خواهند داشت.

## ایافیاتلایوکوتل و کاتلا
آتشفشان ایافیاتلایوکوتل خود در ۲۵ کیلومتری آتشفشان زیریخچالی بزرگ‌تر و مشهورتری به نام کاتلا قرار گرفته‌است. در طول تاریخ، هر بار که آتشفشان ایافیاتلایوکوتل فوران کرده‌است، فعالیت‌های لرزه‌ای نامعمولی نیز در اطراف کاتلا گزارش شده‌اند. این فعالیت‌های لرزه‌ای به‌تدریج قوت می‌یابند و دقیقاً شش ماه پس از فوران ایافیاتلایوکوتل، آتشفشان کوتلا فوران می‌کند. اما فوران کوتلا هرگز به شدت فوران ایافیاتلایوکوتل نیست، بلکه حدوداً ده برابر شدیدتر از آن است، و بنابر نمایه شدت فوران آتشفشان یک فوران درجهٔ ۵ یا حتی درجهٔ ۶ طبقه‌بندی می‌شود. چنین فورانی می‌تواند بسیار خطرناک باشد و مقادیر بسیار زیادی دود و خاکستر را وارد جو کند.